# ۱۹۴۳ (بازی)
بازی ۱۹۴۳ : نبرد میدوی (به انگلیسی: ۱۹۴۳: The Battle of Midway) در سال ۱۹۸۸ و در سبک اکشن و Shoot'em Up، توسط شرکت کپ‌کام تولید و توسط شرکت GO منتشر گردید.

## گیم‌پلی

تصویر بازی آمیگا

این بازی یکی دیگر از سری بازی‌های مشهور کمپانی کپ‌کام می‌باشد که براساس نبردهای هوایی بسیار معروف نیروهای آمریکایی علیه نیروهای ژاپنی (در محدوده جزایر میدوی)، در طول جنگ جهانی دوم و در ژانر Shoot'em Up تولید گردیده‌است. گیم پلی بازی بر اساس کنترل یک هواپیمای مدل جنگ جهانی دوم، به صورت دوبعدی و ژانر معروف Shoot'em Up تهیه گردیده‌است. بازیباز باید یک تنه به میان انبوهی از هواپیماها و تجهیزات نظامی دشمن نفوذ کرده و اجازه ندهند دشمنان هواپیمای او را مورد هدف فرار دهند.
گرافیک این بازی دو بعدی و نمایی از بالا ارائه می‌دهد که صفحه نمایش به صورت عمودی در حین بازی حرکت می‌کند.

## سیستم‌ها
این بازی ابتدا در سال ۱۹۸۷ توسط شرکت کپ‌کام بر روی دستگاه‌های بازی آرکید عرضه گردید و یک سال بعد برای رایانه‌های خانگی آمیگا، آمستراد سی پی سی، آتاری اس تی، کمودور ۶۴، اسپکتروم و کنسول بازی NES بازنویسی و توسط شرکت GO عرضه شد. در سال ۱۹۹۲ مجدداً یک نسخه جدید توسط شرکت Kixx برای آمیگا منتشر گردید.